# Xã Hamilton, Quận Marshall, South Dakota
Xã Hamilton (tiếng Anh: Hamilton Township) là một xã thuộc quận Marshall, tiểu bang Nam Dakota, Hoa Kỳ. Năm 2010, dân số của xã này là 27 người.